# Maurício Manieri
Maurício  Manieri (São Paulo, 10 de setembro de 1970) é um cantor, compositor, pianista clássico, arranjador e produtor musical brasileiro que mescla elementos de música pop, MPB e soul.

## Biografia
Descendente de italianos, é oriundo de uma típica família operária dos anos 70. Começou seus estudos de música e do piano clássico aos seis anos de idade quando ganhou de presente dos pais um tradicional piano Bechstein. 
Considerado prodígio pelos professores que o escutaram, Maurício começou a ler partituras quase ao mesmo tempo que aprendia a ler. Pisou ao palco pela primeira vez aos oito anos de idade e o talento não passou despercebido pela plateia que lotava o pequeno auditório da Biblioteca Municipal do Ipiranga.
Criado no bairro do Jardim Patente Zona Sul de São Paulo, do lado da cidade de São Caetano do Sul/SP e região (Onde sua mãe reside até hoje), sempre muito empenhado no que se propunha a fazer. 

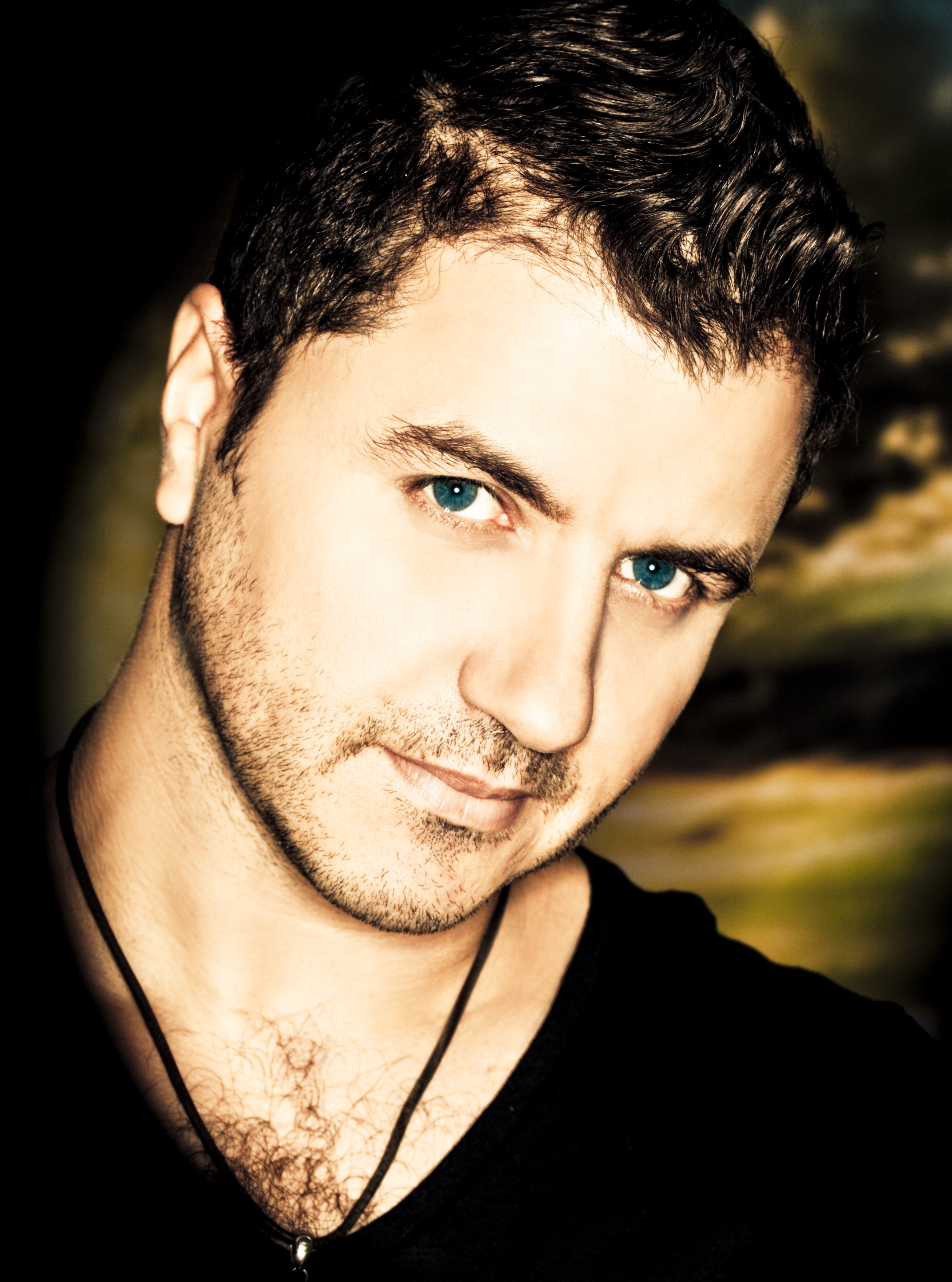
Manieri (2010)

Na adolescência ganhou concursos de piano clássico, mas mesmo assim enveredou também pela mundo da música pop, quando formou ao lado de seu irmão Marcelo a banda de garagem Delta T. Na mesma época, decidiu largar o curso de Engenharia Química e um emprego de pesquisador em uma multinacional para trabalhar exclusivamente com música.
Abre no fim dos anos oitenta a "Escola Moderna de Música" em São Bernardo do Campo e inicia os estudos na Faculdade de Composição e Regência do Tradicional Conservatório Dramático e Musical de São Paulo.
Em 1990, grava ao lado de seu irmão Marcelo o primeiro compacto independente, com duas canções pop que seriam o embrião do trabalho que anos depois Manieri iria mostrar ao público. O inusitado descendente de italianos com voz black despertou o interesse do renomado produtor Dudu Marote (Jota Quest, Pato Fu, Skank) considerado seu mentor.
Em 1998, lançou seu primeiro álbum, A Noite Inteira, incluindo os sucessos "Bem Querer", "Minha Menina", "Te Quero Tanto", e "Pensando Em Você"
Em 2000, Maurício também regravou a música "Primavera" do cantor Tim Maia.
Nos anos noventa atuou no mercado publicitário gravando voz em dezenas de jingles.
O artista é casado desde 2008 com a jornalista Izabelle Stein, que conheceu no dia de seu aniversário, 10 de setembro de 1999, e pai de Marco Manieri.

## Turnê "Classics"
Em 2019, o artista gravou o DVD "Classics", no Teatro Bradesco, em São Paulo. A superprodução contou com orquestra, painéis de LED, projeto de iluminação e as participações de Chitãozinho & Xororó, Daniel, Alexandre Pires, Jon Secada, Gilbert e Ivete Sangalo. A celebração das mais de duas décadas de carreira do músico foi marcada por muita emoção, em uma noite com ingressos esgotados e convidados especiais. Mais tarde, "Classics" se tornaria uma das maiores turnês de sua carreira. 
Desde a gravação do DVD, Maurício Manieri segue surpreendendo e reinventando. O registro de "Classics" é prova disso. Por meio do canal oficial do artista, o público confere novidades musicais, lançamentos e transmissões ao vivo. Ao longo do período de afastamento social, o músico fez questão de manter contato com seu público e entregar conteúdos inéditos e de grande qualidade. 

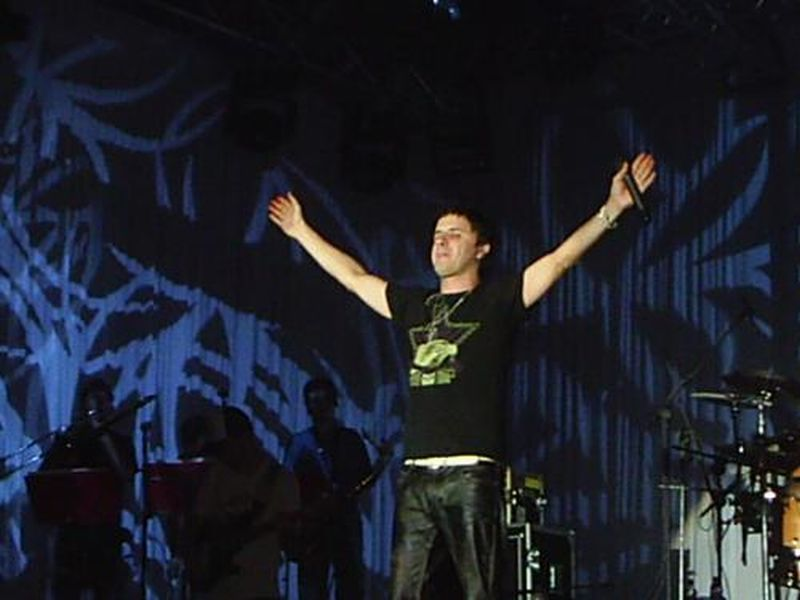
Show no Rio de Janeiro (2005)

Já estão disponíveis em seu canal as músicas “Home”, “Mandy”, “É Tarde Demais”, “All Out Of Love”, “Adoro Amar Você” (com a participação do cantor Daniel), “Me Devendo Um Beijo” (com a participação da cantora Ivete Sangalo), “Just Another Day” (com a participação do cantor Jon Secada), “Angels”, “Caça e Caçador”, “Take A Look At Me Now” e “Classics”.
Em 11 de setembro de 2020, Manieri sofreu um infarto após sentir fortes dores no peito, e passou por um cateterismo dias depois. O cantor se recuperou e recebeu alta no dia 16 seguinte.
Desde 2021, Maurício Manieri viaja pelo Brasil com a sua turnê "Classics" e vem passando por excelente fase na carreira, colecionando uma longa sequência de shows lotados por todo o país. O artista é um verdadeiro showman, sua voz marcante, grave e rouca, continua a emocionar e encantar o público, além de embalar milhares de romances com músicas que trazem mensagens especiais de amor e afeto.
Em seu megashow "Classics", Manieri apresenta um repertório eclético e dançante, e canta seus maiores sucessos, compilando com outros hits, como “Minha Menina”, “Bem Querer”, “Se Quer Saber”, além de clássicos do universo pop romântico nacional e internacional dos anos 70, 80 e 90 como “Easy”, “Little Respect”, “Love Is In The Air” e “Angel”, entre outros.
Atualmente o músico anunciou a participação do renomado cantor internacional Jon Secada em sua turnê, que acontecerão em dezembro de 2022 em São Paulo, Belo Horizonte, Porto Alegre, Curitiba, Rio de Janeiro e no Navio Daniel. Vale a pena lembrar que, Jon Secada é uma das principais atrações do DVD “Classics”. Ele participou do registro cantando as músicas “Angel” e “Just Another Day”.

## Discografia
- A Noite Inteira (1998)
- Apartamento 82 (2002)
- Quero Ver Quem Vem (2004)
- Agora Que Voltou (2006)
- O Pôr do Sol (2009)
- Classics (2019)